# 1744 en philosophie
Chronologie de la philosophie
- 1740
- 1741
- 1742
- 1743
- 1744
- 1745
- 1746
- 1747
- 1748

L’année 1744 a été marquée, en philosophie, par les événements suivants :

## Publications
- Benedetto Stay, Philosophiæ versibus traditæ libri VI, Venise : poème en latin sur la philosophie de Descartes ;
- Emanuel Swedenborg : Le livre des rêves. Journal des années 1743-1744, trad. Régis Boyer, Berg, 1991.

## Naissances
- 6 août : Jacques-Henri Meister (décédé en 1826), écrivain suisse[1], ancien secrétaire de Grimm, il a également fourni plusieurs articles au Journal de Lecture[2].

## Décès
- 23 janvier à Naples : Giambattista Vico ou Giovan Battista Vico, né le 23 juin 1668 à Naples, est un philosophe de la politique, un rhétoricien, un historien et un juriste italien, qui élabora une métaphysique et une philosophie de l'histoire.

- 29 octobre : Ishida Baigan (né le 12 octobre 1685) est un professeur et philosophe japonais fondateur du mouvement shingaku (apprentissage par cœur) qui préconise que toute éducation comprenne des enseignements d'éthique et de morale.